# 约翰·卡弗

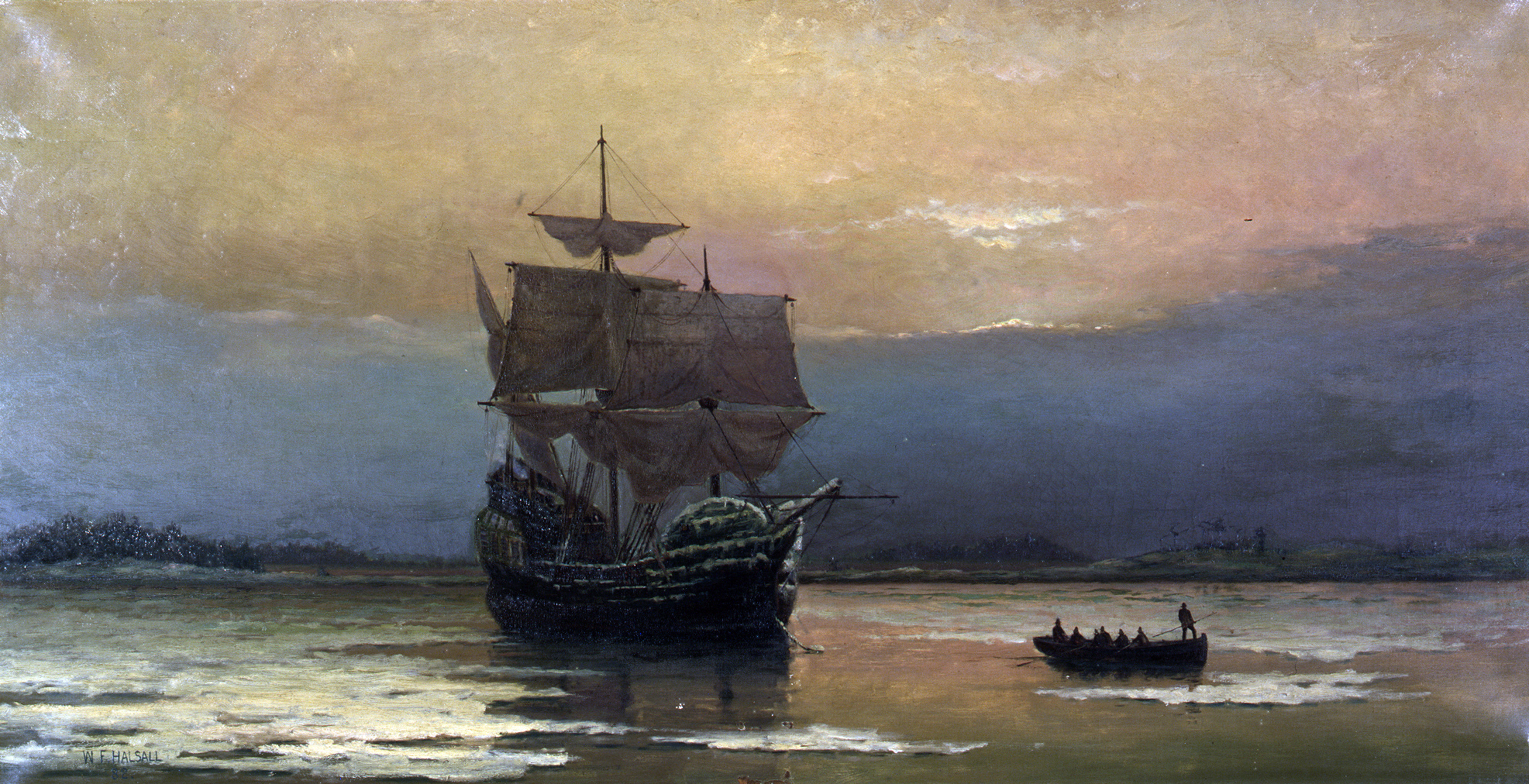
《五月花号停泊在普利茅斯港》，William Halsall1882年作品

约翰·卡弗 (1584年—1621年) 是美國早期殖民者之一，于1620年登上五月花号来美国创建普利茅斯殖民地。被认为是五月花号公约的起草者和第一个签署人，也是普利茅斯殖民地第一任总督。
卡弗大約死於1621年4月或5月，終年56歲。數周後，其妻亦逝。